# Diospyros hillebrandii
Diospyros hillebrandii är en tvåhjärtbladig växtart som först beskrevs av Berthold Carl Seemann, och fick sitt nu gällande namn av Francis Raymond Fosberg. Diospyros hillebrandii ingår i släktet Diospyros och familjen Ebenaceae. Inga underarter finns listade i Catalogue of Life.